# Móri család

A Móri család jelképe (mon)

A Móri család (毛利氏; Móri-si; Hepburn: Mōri-shi) japán daimjócsalád volt a stratégiai fontosságú honsúi Aki tartományból, ami Óe Hiromotótól származtatta magát. A család irányította Csósú hant az Edo-bakufu idején.
A Mórik a Minamotók hűbéresei voltak, központjuk 1336-tól a kórijamai vár volt egészen 1593-ig, amikor Móri Terumoto Hirosimába helyezte azt át. Az Ónin-háború idején az Óucsikat támogatták, majd az ő vazallusai lettek. A 16. században, az Óucsik több vazallusának lázadása idején Móri Motonari nagy hasznot húzott a bizonytalanságból, és bár közvetlenül nem volt érintett, 1557-re ő vált Nyugat-Honsú urává, megszerezve az Óucsik birtokait. 1566-ra a másik nagy rivális család, az Amagók területeit is elfoglalták.
A család kiterjesztette befolyását és területét Kjúsú és Sikoku egy részére is. Kjúsúi terjeszkedésüknek az Ótomók növekvő hatalma szabott csak gátat. Móri Terumoto, Motonari unokája a terjeszkedő Oda Nobunaga egyik legfőbb ellenfelévé vált. Segítséget nyújtottak az általa ostrom alá vett Isijama Hongandzsi templomnak, ami egészen addig tartott, míg Kuki Jositaka, Oda egyik admirálisa szét nem verte flottájukat. Oda egy másik hadvezére, Tojotomi Hidejosi éppen a Mórik területén harcolt, amikor urát 1582-ben meggyilkolták. A Mórik behódoltak Tojotominak, és hűségükért cserébe Nyugat-Japán legerősebb családjává tette őket, Csúgoku öt tartományával.
1600-ban, Hidejosi halála után Isida Micunarival szövetkeztek, ám végül a család egyik tagja elárulta őt a szekigaharai csatában, és a Móri sereg nem mozdult, biztosítva a győzelmet Tokugava Iejaszunak. Móri Terumoto, aki névlegesen a nyugatiak fővezére volt, remélte, hogy jutalomban részesül a passzivitásáért, ám Iejaszu elvette legjobb birtokait, és Csósút hagyta csak meg neki. Tozama daimjóvá nyilvánították őket, és az elkövetkező évszázadokban a csósúi szamurájok gyűlölettel néztek a sógunátusra. A bosszújuk ideje a Bosin-háborúkor érkezett el, amikor a Szacuma han Simazu családjával összefogva megdöntötték a sógunátust, és elindították a Meidzsi-restaurációt. A hanrendszer megszüntetése után a kazoku nemességi rend szerint hercegi címet kaptak.